# Землетрясения на Андреяновских островах (2010)
Землетрясение магнитудой 6,4 произошло 4 августа 2010 года в 12:58:24 (UTC) на Андреяновских островах, входящих в группу Алеутских островов (Аляска, США), в 147,6 км к западу-юго-западу от города Адак. Гипоцентр землетрясения располагался на глубине 27,0 километр. Землетрясение ощущалось в Адаке. В результате землетрясения сообщений о жертвах и разрушениях не поступало.

## Повторные землетрясения
| - Карта сейсмической активности 3 сентября 2010 года - Карта сейсмической активности 8 октября 2010 года |

3 сентября 2010 года в 11:16:06 (UTC) у южного побережья Андреяновских островов, на глубине 23,5 км произошло повторное землетрясение магнитудой 6,5. Эпицентр находился в 70,6 км к юго-востоку от города Адак. Сообщений о жертвах и разрушениях не поступало.
8 октября 2010 года в 03:26:13 (UTC) в том же регионе, на глубине 19,0 км, произошло ещё одно землетрясение. Его эпицентр находился в 103,9 км к востоку-юго-востоку от города Адак. Сообщений о жертвах и разрушениях не поступало.

## Тектонические условия региона
Дуга Алеутских островов простирается примерно на 3000 км от залива Аляска до Камчатского полуострова. В этом регионе Тихоокеанская плита погружается в мантию под плиту Северной Америки. Эта субдукция ответственна за формирование Алеутских островов и глубоководного Алеутского жёлоба. По отношению к неподвижной плите Северной Америки Тихоокеанская плита движется на северо-запад со скоростью, которая увеличивается примерно с 55 мм в год на восточном краю дуги до 75 мм в год вблизи её западной оконечности. На востоке конвергенция плит практически перпендикулярна границе плит. Однако из-за кривизны границы к западу вдоль дуги субдукция становится всё более наклонной к границе, а вблизи западного края дуги, в районе Ближних островов, становится параллельным островной дуге.
Зоны субдукции, такие как Алеутская дуга, являются геологически сложными и вызывают многочисленные землетрясения различного происхождения. Деформация доминирующей плиты Северной Америки приводит к возникновению мелких землетрясений в земной коре, в то время как скольжение на границе плит создает землетрясения между плитами, которые простираются от основания жёлоба до глубины 40—60 км. На больших глубинах Алеутские землетрясения происходят в пределах субдуцирующей Тихоокеанской плиты и могут достигать глубины 300 км. С 1900 года вдоль Алеутского желоба, Аляскинского полуострова и Аляскинского залива произошло шесть сильных землетрясений: M8,4 на Крысьих островах 1906 года; M8,6 на островах Шумагина (1938); M8,6 у острова Унимак (1946); M8,6 на Андреяновских островах (1957); M9,2 в проливе Принца Вильгельма (1964); и M8,7 на Крысьих островах (1965). Параллельно Алеутскому жёлобу от залива Аляска до Крысьих островов простирается цепь действующих активных вулканов.